# 馬玉清間諜案
馬玉清間諜案是指美國前中央情報局官员馬玉清涉嫌向中國洩密的案件。

## 案情

### 背景
馬玉清（英語：Alexander Yuk Ching Ma）1952年於香港出生，1968年移民至美國夏威夷檀香山。他畢業於夏威夷大學馬諾阿分校，並於1982年加入美國中央情報局，在1982年至1989年於東亞和太平洋地區工作期間，更擁有最高安全權限。馬玉清於1989年離職後曾經到上海工作一段時間。

### 洩密
2001年3月24日至26日，馬玉清與一名同樣任職於中央情報局的親戚（据媒体报道这名亲戚是马玉清的哥哥、知名民运人士马大维）在香港跟5名中國國家安全部官員會面，並提供了中央情報局的人員名單、海外行動資訊和機密通訊方式等機密信息予中方。馬玉清因此而獲得約5萬美元的酬金，其後10年馬玉清持續為中方提供機密信息。2004年，馬玉清移居夏威夷並轉為擔任美國聯邦調查局的繙譯人員，他在6年內拍攝和複製文件，其中涉及導彈及武器系統技術研究。馬玉清多次攜同文件，在到訪中國期間將機密交予中方。他因此而得到數千美元和其他昂貴禮物，包括高爾夫球具。2006年，馬玉清透過親戚向中方提供美國情報人員的資料，指認了最少兩名美國情報人員。

### 拘捕
2019年，馬玉清與由美國聯邦調查局的臥底人員偽裝的中國情報人員會面。由於該名臥底人員持有馬玉清2001年3月在香港的影片，馬玉清相信該臥底人員為中方情報人員。二人相約兩個月後會面，馬玉清收取了2,000美元的酬金作為從事間諜活動的酬金。2020年8月12日，馬玉清再度與另一名美國聯邦調查局的臥底人員會面，馬玉清再度收取酬金並表示願意繼續提供情報，並表示期望看見「祖國（即中國）」成功，隨後遭到逮捕。另一名涉案的馬玉清的親戚（马大维）因患有嚴重認知疾病，美國政府並沒有對他作出起訴。該名親戚比馬玉清年長20歲，於1967年至1983年間於中央情報局工作。因被指控協助中國公民進入美國而離職。馬玉清申請保釋但遭控方拒絕，控方指馬玉清的前妻和任職律師的女兒在香港居住，而現任妻子則於中國內地居住，控方認為馬玉清潛逃的風險極高。美國司法部表示案件將於2020年8月25日開始進行審訊。

## 反應
美國助理司法部長德梅斯表示經常有前美國情報官員背叛前同事，更背叛了美國自由民主的價值。中國外交部發言人趙立堅批評美國抹黑及污衊中方。2024年5月24日，馬玉清承認從事間諜活動。

## 資料來源
1. 1 2 3 4  . on.cc東網. 2020-08-18  [2020-08-23]. （原始内容存档于2020-08-25）. （页面存档备份，存于）
2. 1 2 3 4  . 香港經濟日報. 2020-08-18  [2020-08-23]. （原始内容存档于2020-08-25）. （页面存档备份，存于）
3. ↑  . 明報. 2020-08-19  [2020-08-23]. （原始内容存档于2020-08-19）. （页面存档备份，存于）
4. 1 2  . 美國之音. 2020-08-18  [2020-08-23]. （原始内容存档于2020-08-19）. （页面存档备份，存于）
5. ↑  . RFI - 法国国际广播电台. 2020-08-25  [2025-02-17] （中文（简体））.
6. 1 2  JULIAN E. BARNES. . 紐約時報中文網. 2020-08-18  [2020-08-23]. （原始内容存档于2020-08-22）. （页面存档备份，存于）
7. ↑  . on.cc東網. 2020-08-20  [2020-08-23]. （原始内容存档于2020-08-25）. （页面存档备份，存于）
8. ↑  David Shortell. . CNN. 2020-08-18  [2020-08-23]. （原始内容存档于2020-08-22）. （页面存档备份，存于）
9. ↑  . mil.news.sina.com.cn.   [2020-08-23]. （原始内容存档于2020-08-25）. （页面存档备份，存于）
10. ↑  . www.justice.gov. 2024-05-24  [2024-05-28]. （原始内容存档于2024-08-07） （英语）.